# Lídio Martins Barbosa
Lídio Martins Barbosa (Biguaçu, 3 de outubro de 1864 — Biguaçu, 24 de agosto de 1913) foi um jornalista e político de Santa Catarina.

## Vida
Irmão do empresário e político Ricardo Martins Barbosa, ambos filhos do comerciante português João Martins Barbosa e de Maria Antônia Regis Barbosa. Nasceu na localidade de São Miguel e casou com Maria Lucília de Medeiros Barbosa, consórcio do qual nasceu, dentre outros, Renato de Medeiros Barbosa.

## Carreira
Trabalhou no jornal "A Tribuna", juntamente com Cruz e Sousa, Virgílio Várzea e Fausto Augusto Werner.
Foi deputado à Assembleia Legislativa Estadual de Santa Catarina na 1ª legislatura (1891 — 1893), como suplente convocado e, posteriormente, figurou dentre os revoltosos e perseguidos da Revolução Federalista.
É patrono da cadeira 28 da Academia Catarinense de Letras.